# Gigantopithecus blacki
Gigantopithecus blacki és una espècie extinta de primat hominoïdeu que va viure a Àsia durant el Plistocè.
Les primeres investigacions sobre el simi daten de 1935, quan el paleontòleg Ralph von Koenigswald va trobar un gegantesc queixal mentre estudiava les dents fòssils en una farmàcia de Hong Kong. Els farmacèutics li van dir que les dents procedien d'una regió anomenada Guangxi. Durant els següents quatre anys, Von Koenigswald va trobar tres dents noves en diverses farmàcies. Koenigswald, va predir que la dent pertanyia a una nova espècie de primat, que va batejar com a Gigantopithecus blacki.
A partir d'aquestes restes i a través d'estudis comparatius ha pogut determinar-se que podia atènyer 540 quilos de pes i una altura que rondava els tres metres.
Les noves investigacions suggereixen que el Gigantopithecus blacki, el primat més gros, va viure a Àsia fa aproximadament un milió d'anys, durant el període Plistocè i s'extingí fa amb prou feines 100.000 anys. La qual cosa significa que va coexistir durant algun temps amb éssers humans.